# 호텔 뭄바이
《호텔 뭄바이》(영어: Hotel Mumbai)는 2018년 개봉한 액션 스릴러 영화로, 안소니 마라스가 감독을 맡았으며, 마라스와 존 콜리가 공동 각본을 썼다. 인도, 오스트레일리아, 미국 합작으로 제작된 이 영화는 인도 타지마할 호텔에서 발생한 2008년 뭄바이 테러에 관한 2009년 다큐멘터리 《서바이벌 뭄바이》에서 영감을 받았다. 이 영화에는 데브 파텔, 아미 해머, 나자닌 보니아디, 아누팜 케르, 틸다 코범허비, 제이슨 아이작스, 수하일 나야르, 나게시 보슬레, 나타샤 류 보르디초가 출연한다.
이 영화는 2018년 9월 7일 토론토 국제 영화제에서 초연되었으며, 2018년 10월 10일 애들레이드 영화제에서 오스트레일리아 초연되었다. 이 영화는 2019년 3월 14일과 22일에 각각 오스트레일리아와 미국에서 개봉되었고, 2019년 11월 29일에 인도에서 개봉되었다.

## 줄거리
2008년 11월 26일, 웨이터 아르준이 인도 뭄바이의 타지마할 호텔에서 주방장 헤만트 오베로이의 안내로 출근하고 있다. 이날 내빈으로는 이란계 영국인 상속녀 자라 카샤니와 그녀의 미국인 남편 데이비드, 그들의 어린 아들 캐머런과 그의 유모 샐리, 그리고 전 스페츠나츠 공작원 바실리가 포함된다.
그날 밤, "더 불"의 지휘하에 라슈카레 타이바 조직의 테러리스트들은 호텔을 포함한 뭄바이 전역의 12개 지점에 대한 합동 공격을 시작했다. 현지 경찰은 적절한 훈련을 받지 않았거나 공격을 처리할 장비를 갖추지 못했기 때문에 뉴델리의 지원군을 기다릴 수밖에 없었다. 이어진 혼란 속에서, 샐리가 캐머런과 함께 호텔 방에 있는 동안, 아르준, 데이비드, 자흐라, 바실리는 몇몇 다른 손님들과 함께 호텔 레스토랑에 갇힌다. 테러리스트들로부터 도망친 한 여성이 호텔 방으로 들어가고, 테러리스트들이 그 여성을 쏜 후 떠나는 동안 샐리는 캐머런과 함께 옷장에 숨는다.
샐리의 근접한 만남을 들은 데이비드는 테러리스트들을 몰래 지나쳐 샐리와 캐머런에게 성공적으로 도달한다. 한편, 아르준은 다른 손님들을 호텔 내에 숨겨진 독점 클럽인 챔버스 라운지로 호송하고, 그곳에서 그들은 안전하게 지내기를 바란다. 데이비드, 샐리, 캐머런은 다른 사람들과 재결합을 시도하지만, 샐리와 캐머런은 벽장 안에 갇혀있는 동안 데이비드는 테러리스트들에게 붙잡히고 묶인다.
한편, 경찰관 DC 밤과 그의 파트너는 테러리스트들의 움직임을 추적할 수 있도록 보안실에 도착하기를 희망하며 호텔로 들어간다. 안에서 아르준은 치명적인 부상을 입은 손님을 병원으로 호송하려 하지만, 경찰관들과 마주치자 공포에 질려 도망치다가 테러리스트에 의해 살해된다. 아르준은 경찰관들을 경비실로 호송하고 그곳에서 그들은 챔버스 라운지에 침입하려는 테러리스트들을 발견한다. 밤은 아르준이 테러리스트들을 공격하러 가는 동안 머물라고 명령했고, 성공적으로 임란이라는 이름의 사람을 다치게 했다.
오베로이의 충고에 반해, 자흐라와 바실리는 다른 손님들과 함께 탈출하기 위해 라운지를 떠나기로 결심하지만, 자흐라와 바실리는 다윗과 함께 붙잡혀 인질로 잡히고, 나머지는 탈출을 시도하다가 살해된다.
인질들을 지키던 임란은 가족들과 연락을 취하며, 테러리스트들이 군사 훈련을 가장해 뭄바이를 공격하기 위해 떠났다는 사실을 밝힌다. 그는 또한 더 불이 테러리스트들의 가족들에게 돈을 지불하기로 약속했지만, 그들은 아직 그로부터 어떤 돈도 받지 못했다는 것을 발견한다.
결국 NSG가 도착하고 더 불은 테러리스트들에게 호텔을 불태우라고 명령한다. 테러리스트들은 인질들을 지키기 위해 임란을 떠나고, 더 불은 임란에게 그들을 죽이라고 명령한다. 임란은 데이비드와 바실리를 모두 쏘지만, 이슬람교의 기도문을 암송하기 시작하면 자흐라를 살려주고, 자흐라가 몸을 풀고 탈출할 수 있게 해준다.
아르준은 오베로이와 재회하여 남은 손님들을 대피시키고, 그 과정에서 샐리와 캐머런을 만난다. NSG는 남은 테러리스트들을 죽이고, 자흐라는 샐리와 캐머런과 재회하기 전에 공중 작업 플랫폼으로 대피한다. 호텔이 확보된 후 아르준은 아내와 딸에게 집으로 돌아간다.
마지막 대본에 따르면 공격에 책임이 있는 사람들은 현재까지 자유롭게 남아 있지만 호텔은 수리되었고 사건이 발생한 지 몇 달 만에 일부가 재개되었다. 마지막 장면은 직원들과 손님들에 대한 추모와 호텔의 성대한 재개장 장면을 보여준다.

## 출연

### 주연
- 데브 파텔 - 아르준 역
- 아미 해머 - 데이비드 역
- 나자닌 보니아디 - 자흐라 역
- 아누팜 케르 - 헤만트 오베로이 역
- 제이슨 아이작스 - 바실리 역

### 조연
- 틸다 코범허비 - 샐리 역
- 나타샤 리우 보르디초 - 브리 역
- 앵거스 맥라렌 - 에디 역
- 고라브 파스왈라 - 산제이 역
- 비핀 샤르마 - 딜립 역
- 알렉스 핀더 - 버틀러 자몬 역

## 기타
- 라인 프로듀서: 바바라 깁스
- 미술: 스티븐 존스-에반스
- 세트: 니키 가디너
- 의상: 애너 보게시
- 배역: 레이 픽포드

## 개봉
2016년 5월 와인스틴 컴퍼니는 미국과 영국의 배급권을 인수했다. 그러나 2018년 4월 와인스틴 컴퍼니는 더 이상 영화를 배급하지 않을 것이라고 발표했다. 2018년 8월, 블리커 스트리트와 쉬브한스 픽처스는 미국 배급권을 취득했다.
이 영화는 2018년 9월 7일 토론토 국제 영화제에서 전 세계 최초로 상영되었다. 2019년 3월 14일 오스트레일리아에서 아이콘 필름 배급을 통해 극장 개봉되었다. 2019년 9월 스카이 시네마와 나우 TV를 통해 영국 개봉 예정이었다. 스카이 시네마는 영국에서 "스카이 시네마 오리지널"로 홍보하고 있다.
이 영화는 2019년 3월 15일 크라이스트처치 모스크 총기 난사 사건으로 인해 뉴질랜드의 영화관에서 상영이 중단되었다.
넷플릭스는 이 영화를 인도와 다른 남아시아와 동남아시아 지역에 배급할 예정이었다. 그러나 넷플릭스는 이후 인도 배급사 플러스 홀딩스와 계약 분쟁이 발생하면서 이 영화를 포기했다. 이 영화는 2019년 11월 29일 인도에서 지 스튜디오와 퍼퍼스 엔터테인먼트에 의해 극장 개봉될 예정이었다. 2019년 10월 23일, 힌디어로 된 공식 예고편이 지 스튜디오에 의해 공개되었다.

## 반응

### 박스 오피스
《호텔 뭄바이》는 미국과 캐나다에서 970만 달러, 기타 지역에서 1,150만 달러의 총 수익을 올려 전 세계적으로 총 2,120만 달러를 벌어들였다.
이 영화는 3월 22일 미국의 4개 극장에서 개봉되었고, 3월 29일 924개 극장으로 확장되어 그 두 번째 주말에 310만 달러의 수익을 올렸다.